# Danskere i Tour de France 2012
Denne liste omfatter danskere i Tour de France 2012. Tour de France 2012 startede den 30. juni 2012, hvor 5 danske ryttere stillede til start. De fire af dem kørte for Team Saxo Bank-Tinkoff Bank, mens Lotto-Belisol stillede med én dansk rytter. Foruden deltagende cykelryttere spillede 6 andre danskere en større rolle i løbet.
Den bedst placerede dansker blev Chris Anker Sørensen med sin 14.(?) plads, mens den ene Tour-debutant Michael Mørkøv kørte i den prikkede bjergtrøje på løbets første etaper (2.-7. etape) og desuden to etaper med det røde nummer som den mest angrebslystne.

## Ryttere
| Hold          | Rytter               | Alder | Tidligere deltagelser i TdF                          | Slutplacering | Ref   |
| ------------- | -------------------- | ----- | ---------------------------------------------------- | ------------- | ----- |
| Tinkoff       | Nicki Sørensen       | 37    | 2001, 2002, 2003, 2004, 2005, 2008, 2009, 2010, 2011 | ?             | [ 3 ] |
| Tinkoff       | Chris Anker Sørensen | 27    | 2009, 2010, 2011                                     | ?             | [ 3 ] |
| Tinkoff       | Anders Lund          | 27    | Ingen                                                | ?             | [ 3 ] |
| Tinkoff       | Michael Mørkøv       | 27    | Ingen                                                | ?             | [ 3 ] |
| Lotto-Belisol | Lars Bak             | 32    | 2011                                                 | ?             | [ 4 ] |

## Medvirkende i holdledelse
Tre hold havde i Tour de France 2012 danskere blandt deres sportsdirektører, mens det nyoprettede Orica-GreenEDGE havde Brian Nygaard med i Frankrig som kommunikationschef og Team Sky Carsten Jeppesen som driftsdirektør.
| Hold                        | Navn             | Rolle              | Ref   |
| --------------------------- | ---------------- | ------------------ | ----- |
| Team Saxo Bank-Tinkoff Bank | Bjarne Riis      | Sportslig leder    |       |
| Team Saxo Bank-Tinkoff Bank | Dan Frost        | Sportsdirektør     |       |
| Team Saxo Bank-Tinkoff Bank | Anders Damgaard  | Kommunikationschef |       |
| Omega Pharma-Quick Step     | Brian Holm       | Sportsdirektør     |       |
| Orica-GreenEDGE             | Brian Nygaard    | Kommunikationschef |       |
| Team Sky                    | Carsten Jeppesen | Driftsdirektør     | [ 5 ] |